# Nasprotna vrednost
V matematiki je nasprotna vrednost števila {\displaystyle a} število, ki skupaj s številom {\displaystyle a} daje seštevek, ki je enak 0. Nasprotna vrednost števila {\displaystyle a} in {\displaystyle a} imata enako absolutno vrednost. To število se drugače imenuje tudi nasprotno število ali,  po izvedenem postopku, sprememba predznaka. Pri nasprotni vrednosti se predznak realnega števila spremeni: pri pozitivnem realnem številu bo nasprotna vrendost imela negativen predznak, pri negativnem realnem številu pa pozitiven. Ničla je nasprotna vrednost sama sebi. Nasprotna vrednost {\displaystyle a} je označena z minusom: {\displaystyle -a}.
Nasprotna vrednost števila 7 je −7, ker je {\displaystyle (-7)+7=0}, nasprotna vrednost števila −0,3 pa je 0,3; ker je {\displaystyle (-0,3)+0,3=0}. Nasprotna vrednost člena {\displaystyle a-b} je {\displaystyle -(a-b)}, kar lahko poenostavimo v {\displaystyle (b-a)}. Nasprotna vrednost člena {\displaystyle 2x-3} je {\displaystyle 3-2x}, ker je {\displaystyle {2x}-3+3-{2x}=0}. Dvojna nasprotna vrendost nima učinka: {\displaystyle -(-x)=x}
Nasprotna vrednost je v splošnem definirana kot inverzni element binarnega seštevanja, kar posploši koncept na druge, neštevilske matematične vsebine.